# Antje De Boeck
Antje De Boeck (Antwerpen, 16 oktober 1964) is een Vlaamse actrice.

## Biografie
De Boeck kwam voor het eerst op televisie met 't Bolleken in 1988. Daarna werd ze gevraagd voor veel andere films en televisieseries. Een hoofdrol speelde Antje De Boeck in de films Daens (als Nette) en Manneken Pis (als wattman Jeanne). Daens werd genomineerd voor een Oscar als beste buitenlandse film. Ze leverde ook opgemerkte bijdragen aan Stille Waters, Terug naar Oosterdonk, Kulderzipken en Windkracht 10.
Daarnaast is De Boeck vooral ook in het theater actief. Met Theater De Korre speelde ze in onder andere Colometa en De kapellekensbaan en regisseerde ze Het luizengevecht. Met De Tijd speelde ze in Zomergasten, 4 zusters, Emilia Galotti en Peter Handke en de wolf. In 2007 speelde ze met Theater Malpertuis in Mevrouw Appelfeld naast Chris Lomme. Met haar man Rony Verbiest was ze te zien in Anna. Ook met haar man en Jef Neve speelde ze in het voorjaar van 2009 in Tom Waits until Spring. In 2009 en 2010 stond ze aan de zijde van Rony Verbiest, Lady Angelina en Roland Van Campenhout op het podium met het muziekprogramma Simple Truth. In 2010 stond De Boeck weer op de planken met theatergroep Fast Forward. In Dossier: Ronald Akkerman vertolkte ze de rol van een wijkverpleegster die worstelt met haar gevoelens na het overlijden van een terminale patiënt, gespeeld door Peter Schoenaerts.
Ze was gehuwd met acteur Dimi Duquennoy. Met hem kreeg ze in 1998 haar eerste zoon. Ze kregen later nog een dochter. In 2008 is ze hertrouwd met componist/muzikant Rony Verbiest. Jazzmuzikant Rony Verbiest is op zondag 21 januari 2024  overleden. Hij was 67.

## Trivia
- Midden 2008 kwam Antje De Boeck in aanvaring met de RVA toen ze een jobaanbod van de Vlaamse Dienst voor Arbeidsbemiddeling en Beroepsopleiding (VDAB) weigerde. De Boeck was op dat moment wel administratief ingeschreven, maar niet werkzoekende, noch ontving ze uitkeringen. Door de RVA-schorsing liep ze evenwel het risico haar recht op steun in de toekomst te verliezen. Het jobaanbod hield in te werken in de vestiaire van Daens, naar de voor een Oscar genomineerde film Daens waarvoor ze indertijd een Plateauprijs ontving voor de vrouwelijke hoofdrol. De Boeck benadrukte dat ze niets tegen die betrekking had maar zelf veel te druk bezig was met de voorbereiding van onder andere Tom Waits until Spring.

- Bibliothèque nationale de France: cb16749765q (data)
- Gemeinsame Normdatei: 1061972844
- International Standard Name Identifier: 0000 0003 7181 424X
- Library of Congress Control Number: no2004013637
- MusicBrainz: 1c6cd1c3-5b10-48b1-909c-3e13d6624998
- Nationale Bibliotheek van Polen: a0000002935328
- Nederlandse Thesaurus van Auteursnamen: 11792251X
- Virtual International Authority File: 283648518
- WorldCat: E39PBJbCV4J9FWGRMH9Yhtjpyd